# Halczynci
Halczynci (ukr. Гальчинці) – wieś na Ukrainie, w obwodzie chmielnickim, w rejonie chmielnickim, nad Żerdzią. W 2001 roku liczyła 712 mieszkańców.